# 20. век
20. век је био период између 1. јануара 1901. и 31. децембра 2000. Био је десети и последњи век 2. миленијума.
У 20. веку је по први пут дошло до глобалних ратова (Први и Други светски рат) између светских сила који су се водили на више континената. У овом веку је дошло до великих промена у начину живота људи, политици, идеологији, економији, друштву, култури, науци, технологији и медицини. У 20. веку је вероватно дошло до више технолошког и научног напретка него у свим претходним вековима од настанка цивилизације заједно. Изрази као што су идеологија, светски рат, геноцид, и нуклеарни рат су ушли у општу употребу. Научна открића, као што су теорија релативитета и квантна физика су суштински променила фундаменталне моделе физичке науке, и навела научнике да схвате да је универзум комплекснији него што се претходно веровало, и одагнала надања (или страховања) са краја 19. века, да је остало да се попуни још само неколико рупа у научном знању. 20. век је почео са коњима, једноставним аутомобилима и теретним бродовима, а завршен је са брзим возовима, путничким бродовима, авионима и спејс шатловима. Коње, који су били основно средство личног превоза у западном друштву током хиљада година, у року од неколико деценија су заменили аутомобили и аутобуси. Овај развој је омогућила експлоатација фосилних горива, која су донела енергију у једноставно преносивом облику, али и довела до забринутости због загађења и дугорочног утицаја на животну средину. Човечанство је започело истраживање свемира, и људи су начинили прве кораке на Месецу.
Масовни медији, телекомуникације и информационе технологије (посебно рачунари, јавно образовање и интернет) су учинили знање у свету значајно доступнијим. Напредак у медицинској технологији је побољшао здравље многих људи: очекивани животни век на глобалном нивоу је порастао са 35 на 65 година. Међутим, брз развој технологије је такође омогућио да ратовање донесе нивое уништења који нису никада раније забележени. Само у Другом светском рату је погинуло преко 60 милиона људи, а нуклеарно оружје је човечанству донело могућност да само себе уништи за кратко време. Исти ови ратови су довели до уништења империјалних сила. По први пут у људској историји, царства и њихови ратови за ширење и колонизацију су престали да буду фактор у глобалним дешавањима. Последњи отворени сукоб великих сила је завршен 1945, и од тада је дошло до незабележеног опадања насиља.
Свет је постао више културално уједначен него икада раније због развоја саобраћаја и комуникационих технологија, популарне музике и других утицаја западне културе, међународних корпорација и тенденција економске глобализације крајем 20. века.

## Друштво и политика
- Први светски рат (1914—1918)
- Социјалистичка и комунистичка револуција у Европи и Азији.
- Велика депресија
- Други светски рат (1939—1945)
- Хладни рат (1945—1991)
- Уједињене нације
  - Корејски рат
  - Деколонизација Африке и Азије.
  - Криза на Куби (1962)
  - Рат у Вијетнаму (1955—1975)
- Бомбардовање НАТО на Савезну Републику Југославију (1999)

## Привреда
- Бил Гејтс
- Хенри Форд
- Филип Најт
- Акио Морита
- Дејвид Рокфелер
- Доналд Трамп
- Стив Џобс
- Ворен Бафет
- Ричард Брансон

## Открића
- Микрочип
- Структура ДНК ланца
- Авион
- Сателит
- Генетички инжењеринг
- Радио
- Рачунар
- Интернет
- Телевизија
- Мобилни телефон
- Компакт-диск
- Спејс-шатл
- Клонирање

## Култура

### Масовна култура
- џез
- рок
- хеви метал
- панк
- поп музика
- реп
- хип-хоп
- техно

## Личности

### Политичари
Азија
- Јасер Арафат
- Махатма Ганди
- Индира Ганди
- Џавахарлал Нехру
- Мустафа Кемал Ататурк
- Мао Цедунг
- Пол Пот
- Сукарно
- Садам Хусеин
- Хирохито
- Хо Ши Мин

Африка
- Гамал Абдел Насер
- Моамер Гадафи
- Кенет Каунда
- Жан-Бедел Бокаса
- Иди Амин
- Нелсон Мандела
- Роберт Мугабе
- Хајле Селасије

Америка
- Фидел Кастро
- Че Гевара
- Хуан Доминго Перон
- Ева Перон
- Френклин Делано Рузвелт
- Двајт Д. Ајзенхауер
- Вудро Вилсон
- Хари С. Труман
- Џон Кенеди
- Мартин Лутер Кинг
- Роналд Реган
- Линдон Џонсон
- Бил Клинтон
- Џорџ Буш

Европа
- Јосип Броз Тито
- Адолф Хитлер
- Слободан Милошевић
- Маргарет Тачер
- Вилхелм II
- Николај Александрович
- Лав Троцки
- Лех Валенса
- Владимир Лењин
- Јосиф Стаљин
- Михаил Горбачов
- Винстон Черчил
- Франц Јозеф
- Франсиско Франко
- Фрањо Туђман
- Шарл де Гол
- Франсоа Митеран
- Конрад Аденауер
- Борис Јељцин
- Хелмут Кол
- Герхард Шредер
- Бенито Мусолини
- Милан Кучан
- Фелипе Гонзалез
- Николаје Чаушеску
- Тони Блер

Аустралија и Океанија
- Едмунд Бартон

### Научници и проналазачи
- Никола Тесла
- Алберт Ајнштајн
- Макс Планк
- Ноам Чомски
- Џејмс Вотсон
- Пјер Кири
- Марија Кири
- Стенли Милер
- Александер Флеминг
- Нилс Бор
- Зигмунд Фројд
- Карл Густав Јунг
- Иван Павлов

### Уметници

#### Писци
- Ернест Хемингвеј
- Херман Хесе
- Франц Кафка
- Томас Ман
- Салман Рушди
- Артур Милер
- Жан Пол Сартр
- Стивен Кинг
- Умберто Еко
- Пауло Коељо
- Иво Андрић
- Агата Кристи

#### Композитори и музичари
- Рудолф Бручи
- Петар Коњовић
- Густав Малер
- Светомир Настасијевић
- Микис Теодоракис
- Рихард Штраус

#### Сликари
- Пабло Пикасо
- Енди Ворхол
- Салвадор Дали
- Ђоан Миро
- Едвард Мунк

#### Сценски уметници
- Чарли Чаплин
- Кларк Гејбл
- Хемфри Богарт
- Пол Њумен
- Џон Вејн
- Јул Бринер
- Елизабет Тејлор
- Жан-Пол Белмондо
- Ален Делон
- Ава Гарднер
- Софија Лорен
- Марлон Брандо
- Ингрид Бергман
- Грејс Кели
- Бата Живојиновић
- Милена Дравић
- Љубиша Самарџић
- Грета Гарбо
- Марлен Дитрих
- Барбра Страјсенд
- Џејмс Дин
- Кирк Даглас
- Стив Меквин
- Гари Купер
- Орсон Велс
- Шон Конери
- Роберт Редфорд
- Роџер Мур
- Берт Рејнолдс
- Клинт Иствуд
- Ентони Хопкинс
- Џек Николсон
- Џин Хекман
- Дастин Хофман
- Чак Норис
- Силвестер Сталоне
- Роберт Де Ниро
- Ал Пачино
- Харисон Форд
- Џон Траволта
- Арнолд Шварценегер
- Брус Вилис
- Еди Марфи
- Алфред Хичкок
- Мартин Скорсезе
- Вуди Ален
- Стивен Спилберг
- Џејмс Камерон
- Џорџ Лукас
- Волт Дизни

#### Уметници масовне културе
- Битлси
- Ролингстоунси
- АББА
- Боб Дилан
- Боб Марли
- Би Џиз
- Дејвид Боуи
- Елвис Пресли
- Елтон Џон
- Јуритмикс
- Тина Тарнер
- Бони Ем
- Ерик Клептон
- Френк Синатра
- Френк Запа
- Џенис Џоплин
- Џими Хендрикс
- Џејмс Браун
- Луј Армстронг
- Лед зепелин
- Мерилин Монро
- Мадона
- Дјуран Дјуран
- Ганс ен роузиз
- Аеросмит
- Ајрон Мејден
- Металика
- Мајкл Џексон
- Принс (музичар)
- Нирвана (бенд)
- Пинк Флојд
- Бон Џови
- Кис
- U2
- Блек Сабат
- Квин
- АC/DC
- Реј Чарлс
- Дорси
- Рамонс
- Ред хот чили пеперс
- Паблик Енеми
- Изи-И
- Тупак Шакур

Види такође: космолошка доба, геолошки еони, геолошке ере, геолошка доба, геолошке епохе, развој човека, миленијуми, векови године, дани